# Bradysia normalis
Bradysia normalis är en tvåvingeart som beskrevs av Frey 1948. Bradysia normalis ingår i släktet Bradysia, och familjen sorgmyggor. Arten är reproducerande i Sverige.